# Peraia
Peraia este un oraș în Grecia în prefectura Salonic.